# Rue d'Aerschot
Rue d'Aerschot (in francese) o Aarschotstraat (in olandese) è una via di Schaerbeek, un sobborgo di Bruxelles, (Belgio) poco distante dal centro della città e adiacente al distretto finanziario e di business, dove si trova il World Trade Center di Bruxelles. È collocata vicino alla Stazione di Bruxelles Nord, una delle quattro principali stazioni ferroviarie di Bruxelles.
La Rue d'Aerschot è conosciuta soprattutto come punto focale della vita notturna e sotterranea della città e famosa per i suoi bordelli. Di recente il quartiere è stato oggetto di uno sforzo di eradicamento delle attività legate alla prostituzione.
La via è anche conosciuta per il basso costo delle abitazioni.